# Spaniel Pont-Audemer
Spaniel Pont-Audemer – jedna z ras psów należąca do grupy wyżłów i seterów. Podlega próbom pracy.

## Rys historyczny
Do powstania rasy przyczyniły się krzyżówki z irlandzkim spanielem wodnym- lub podobnymi do niego psami- oraz starymi rasami spanieli francuskich. Miejscem powstania tego spaniela był rejon Pont-Audemer w Normandii. Po II wojnie światowej psów tych było już bardzo mało i aby zwiększyć ich liczebność, krzyżowano je z irlandzkim spanielem wodnym.

## Charakter i usposobienie
Podczas polowań ceniony jest szczególnie za wysoką odporność na zmienne warunki atmosferyczne. Psy tej rasy są z natury łagodne, energiczne, przywiązane i lojalne wobec opiekuna. Z drugiej strony spaniel Pont-Audemer to nieustępliwy i silny pies myśliwski.

## Wygląd
Kręcone loczki na czubku głowy nadają temu spanielowi oryginalny wygląd. Sierść na pozostałych częściach ciała tego średniej wielkości, dobrze zbudowanego psa jest długa i kręcona, barwy ciemnobrązowej lub ciemnobrązowej z białym.